# Vòm Sắt

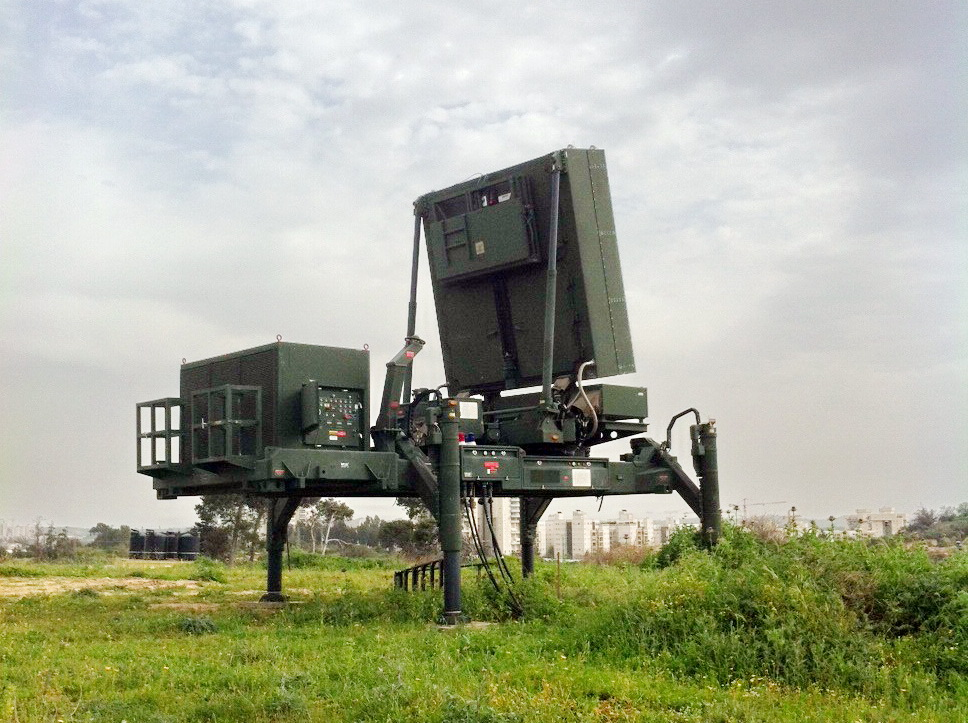
Radar của Vòm Sắt

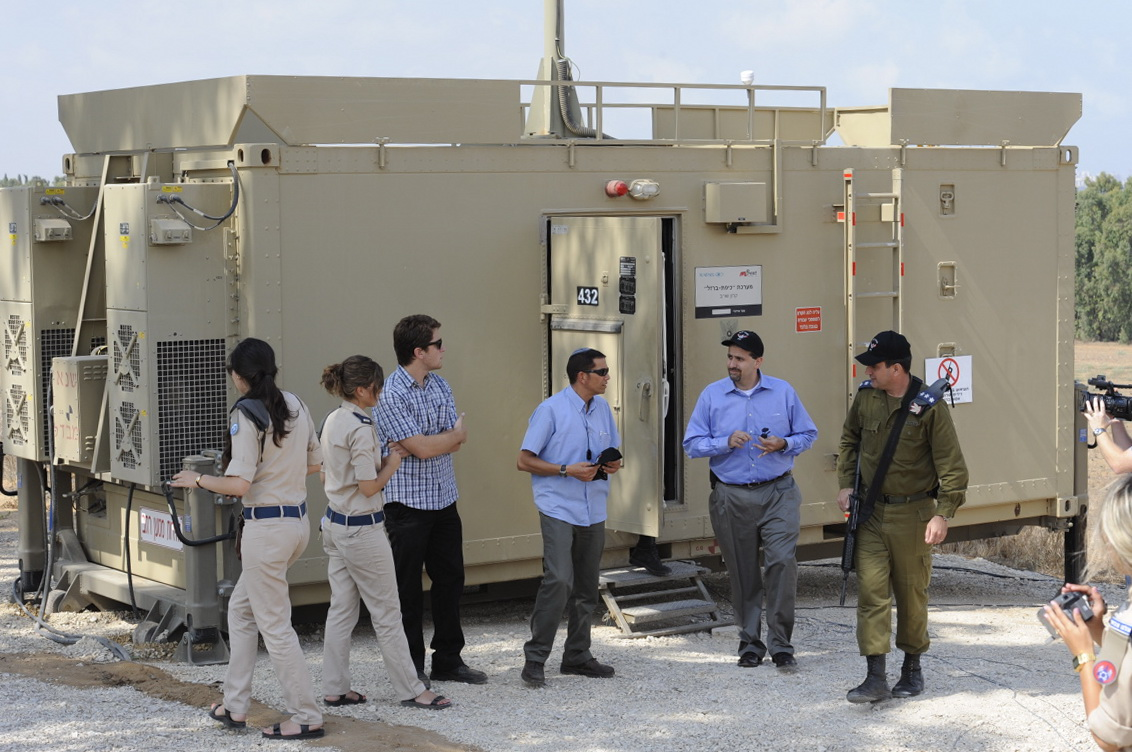
Đơn vị Battle Management & Control (BMC) của khẩu đội Vòm Sắt

Vòm Sắt (tiếng Hebrew: כִּפַּת בַּרְזֶל, kipat barzel) cũng gọi là "Mũ Sắt" là một hệ thống phòng thủ phòng không di động tầm ngắn được phát triển bởi Rafael Advanced Defense Systems. Nó là một hệ thống tên lửa phòng không được thiết kế để đánh chặn tên lửa hoặc rocket tầm ngắn (khoảng 4 đến 70 km) và có quỹ đạo bay hướng đến một khu vực đông dân cư.

## Thiết kế
Hệ thống Vòm Sắt ra đời do cuộc xung đột năm 2006 mà Israel đấu với Hezbollah, tổ chức Hồi giáo có trụ sở ở miền nam Biban. Khi đó, Hezbollah đã phóng hàng nghìn rocket, gây thiệt hại lớn và giết chết hàng chục người Israel.
Hệ thống này là một biện pháp phòng thủ đối phó với mối đe doạ rốc-két nhằm vào dân thường Israel trên đường biên giới phía Bắc và phía Nam, sử dụng công nghệ đầu tiên được sử dụng trong hệ thống SPYDER của Rafael. Vòm Sắt được tuyên bố hoạt động và bước đầu triển khai vào ngày 27 tháng 3 năm 2011 gần Beersheba.
Hệ thống Vòm Sắt cũng có hiệu quả chống lại máy bay lên đến độ cao 32.800 ft (10.000 mét).
Một năm sau đó, Bộ trưởng Quốc phòng Israel Amir Peretz thông báo công ty quốc phòng nhà nước Rafael Advanced Defense Systems sẽ phát triển một hệ thống phòng thủ tên lửa mới. Họ mất nhiều năm để phát triển khẩu đội pháo này và ra mắt vào đầu năm 2011. Hệ thống Vòm Sắt được thử nghiệm trong chiến đấu lần đầu tiên vào ngày 7 tháng 4 năm 2011, hệ thống đã lần đầu tiên đánh chặn thành công một rốc-két phóng ra từ dải Gaza tới thành phố Beersheba ở miền nam Israel
Ngày 10/3/2012, tờ The Jerusalem Post của Israel có bài báo cho rằng hệ thống đã bắn hạ 75% rốc-két phóng từ Gaza mà nhằm vào các khu vực dân cư. Đến tháng 11 năm 2012, hệ thống đã chặn được trên 400 rocket.
Năm 2012-2013, người ta cho rằng Vòm Sắt sẽ được thay thế bằng hệ thống "Raphael Magic Wand".
Hoa Kỳ đã viện trợ 205 triệu USD để giúp Israel chi trả cho hệ thống này.
Mỗi hệ thống Vòm Sắt cần tới khoảng 50 triệu USD chi phí chế tạo và lắp đặt (thời giá 2011). Đến năm 2021, có 10 hệ thống đang hoạt động. Mặc dù trên mạng và báo chí thường viết rằng chi phí chế tạo mỗi quả tên lửa Tamir ở trong khoảng 20.000-40.000 USD, nhưng đó chỉ là giá đã bao gồm trợ cấp từ chính phủ, dữ liệu về chi phí đáng tin cậy cho thấy mỗi tên lửa có giá trên 100.000 USD/quả cho tới 200.000 USD/quả 

## Các điểm yếu

### Chi phí đắt
Bộ Quốc phòng Israel tuyên bố Vòm sắt đã đánh chặn thành công 85% mục tiêu kể từ khi triển khai chiến đấu năm 2011. Tuy nhiên, đó là khi hệ thống chỉ phải đối phó với số lượng nhỏ rocket bắn lẻ tẻ. Còn trong cuộc chiến cường độ cao, Vòm Sắt vẫn bộc lộ một số điểm yếu. Hệ thống này khá đắt đỏ nên không thể chế tạo với số lượng lớn, nó phù hợp để đối phó các cuộc tập kích lẻ tẻ (đối phương phóng không quá mấy chục rocket), nhưng thể đối phó với những đợt tấn công ồ ạt gồm hàng trăm rocket, tạo ra số lượng mục tiêu vượt xa số lượng tên lửa đánh chặn.
Một khẩu đội Vòm sắt đầy đủ có khoảng 60-80 quả đạn Tamir, khiến tổng số tên lửa đánh chặn của Israel không quá 1.200 quả. Quân Hamas đã tìm ra cách vô hiệu hóa Vòm sắt bằng chiến thuật phóng cùng lúc hàng trăm rocket vào một khu vực duy nhất, khiến Vòm Sắt không thể đánh chặn kịp. Năm 2019, tướng Yaakov Amidror, cựu cục trưởng Cục Nghiên cứu Tình báo Quân đội Israel, khi đó thừa nhận lá chắn này đã thất bại trước một loạt rocket bắn ào ạt của Hamas khi chỉ hạ được 240 trong tổng số 690 quả rocket (tỷ lệ bắn hạ chỉ đạt 35%). Trong 11 ngày giao tranh năm 2021, Hamas và các nhóm vũ trang ở Gaza đã phóng 4.070 quả rocket, đã có vài trăm quả vượt qua được sự đánh chặn của Vòm Sắt, khiến 12 người ở Israel thiệt mạng
Về chi phí, tên lửa Tamir có giá 100.000 - 200.000 USD/quả, trong khi các rocket Qassam do Hamas tự chế chỉ có giá 500-600 USD/quả. Để đánh chặn 1 rocket thì cần phải phóng 1 hoặc 2 tên lửa, như vậy để đánh chặn mấy chục nghìn rocket giá rẻ của Hamas, Israel sẽ phải tiêu tốn hàng tỷ USD, vượt quá khả năng ngân sách của nước này. Trong cuộc chiến Israel - Palestine năm 2014, Mỹ đã phải nhận viện trợ khẩn cấp 225 triệu USD để Israel tích trữ tên lửa Tamir, dù Hamas mới chỉ phóng 4.500 quả rocket trong cuộc chiến đó.

### Sai sót trong tự động hóa
Phần lớn hoạt động của Vòm sắt được tự động hóa để rút ngắn thời gian phản ứng. Tuy nhiên, điều này đã dẫn tới những sự cố bắn nhầm do hệ thống tự động không phân biệt được mục tiêu. Năm 2018, 10 tên lửa đánh chặn đã bị khai hỏa khi hệ thống này nhầm lẫn tiếng súng máy của Hamas là một vụ phóng rocket. Trong cuộc chiến năm 2021, hệ thống Vòm Sắt đã bắn rơi 1 chiếc UAV đồng đội Tháng 5/2021, Vòm Sắt đã bắn nhầm vào 1 chiếc F-15 của chính Không quân Israel, dù kíp vận hành đã kịp phát lệnh hủy đạn nhưng mảnh văng từ tên lửa vẫn khiến chiếc phi cơ bị hư hại

### Hạn chế trong mục tiêu thiết kế
Vòm Sắt được thiết kế chuyên để đánh chặn rocket có quỹ đạo bay cố định với tốc độ chậm, nó không có khả năng đánh chặn máy bay, UAV, tên lửa hành trình và tên lửa đạn đạo (những mục tiêu có thể thay đổi quỹ đạo, bay thấp hoặc bay vận tốc cao). Bộ trưởng Quốc phòng Ukraina Oleksii Reznikov, sau chuyến khảo sát với nhà sản xuất Vòm Sắt, đã tuyên bố quân đội Ukraina không cần Vòm Sắt trong cuộc chiến Nga-Ukraina. Ông cho rằng hệ thống này chỉ được thiết kế để đánh chặn những rocket tự chế rẻ tiền, bay chậm chứ không thể đánh chặn tên lửa, UAV và máy bay của Nga
Ngày 16/4/2024, nhóm vũ trang Hezbollah đã khai thác nhược điểm của Vòm Sắt bằng cách sử dụng UAV, loại vũ khí có thể bay thấp để tránh bị radar của Vòm Sắt phát hiện. 2 chiếc UAV đã đánh trúng một tổ hợp Vòm sắt của Israel, khiến kíp vận hành chịu thương vong. Israel công nhận có 3 người bị thương trong vụ không kích, đồng thời cho biết đang điều tra lý do còi báo động không kích hoạt.